# C/2013 J5 Boattini
C/2013 J5 (Boattini), nonostante la sigla che porta, è una cometa periodica a lunghissimo periodo, per questo è definita cometa non periodica. È la ventiquattresima cometa scoperta dall'astronomo italiano Andrea Boattini. La sua orbita è retrograda.